# Ségur (Aveyron)
Ségur – miejscowość i gmina we Francji, w regionie Oksytania, w departamencie Aveyron. W 2013 roku jej populacja wynosiła 590 mieszkańców. Przez gminę przepływa rzeka Viaur. Gmina położona jest na terenie Parku Regionalnego Grands Causses. 